# 擠型

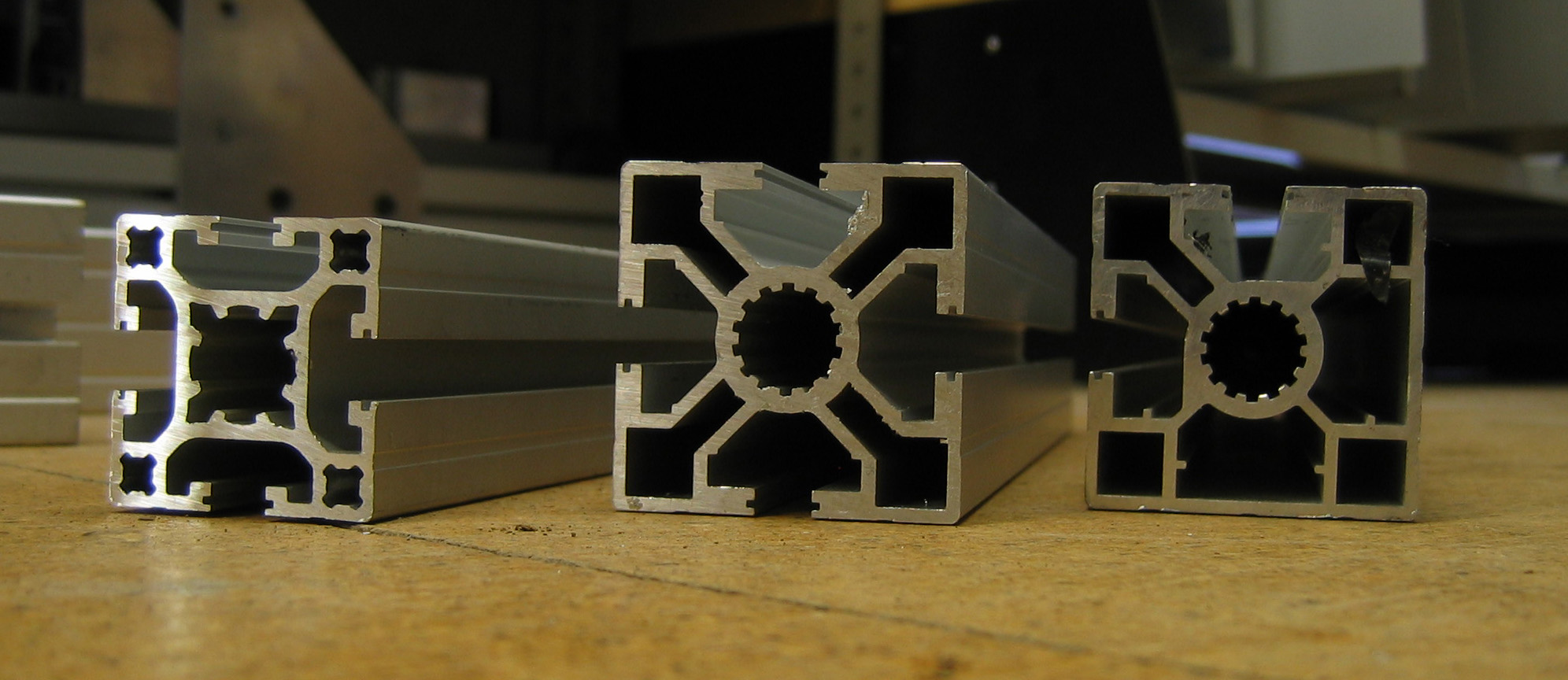
具有複雜形狀的鋁擠型材

擠型（Extrusion），亦稱擠製或押出，是一種材料製作工具，用以製作固定截面形狀的物體。材料經過推擠進入設計的模具，使所有被擠出的條狀物具有相同的截面形狀。
擠型具有兩個主要的優點，第一是可以製作複雜的形狀，第二是脆性材料也可以施作，因為其只會受到剪力及壓力。抽製（Drawing）是一個類似的製程，差異在擠型是將材料推進模具，而抽製是將材料拉出模具，因此只能用於簡單的形狀。抽製常用於製作線材，而擠型則用於製作棒材、管材。
擠型可以是連續的（製作非常長的材料）或是半連續的（製作很多段材料）。擠型製程可加熱或是在常溫進行，稱為熱擠型或是冷擠型。
常用於擠型的材料如金屬、高分子、陶瓷等，擠型後材料表面通常很光亮，且經過擠型之後的材料，有機會形成織構，也可能因為加工的原因使材料加工硬化。